# Иван Приблудный
Иван Приблудный (настоящее имя Яков Петрович Овчаренко; 1 [14] декабря 1905, село Безгиново, Старобельский уезд, Харьковская губерния, Российская империя — 13 августа 1937, Москва, СССР) — русский и украинский советский поэт.
Принадлежал к кругу «новокрестьянских» поэтов, входил в окружение Сергея Есенина, дружил с Павлом Васильевым. Приблудному приписывается сочинение одного из «канонических» вариантов текста знаменитой песни «Мурка». Репрессирован в 1937 году, приговорён к смертной казни, расстрелян 13 августа 1937 года. Реабилитирован посмертно 24 ноября 1956 года.

## Биография
Яков Овчаренко родился 1 декабря 1905 года в бедной крестьянской семье. Рано остался без матери. Окончил три класса четырёхклассной земской школы, работал пастухом. В 1920 году покинул родное село и отправился в скитания по Украине. Некоторое время работал в труппе бродячего цирка.
В декабре 1920 года вступил добровольцем в 17-ю кавалерийскую дивизию Червонного казачества под командованием Г. И. Котовского. Служил ездовым у начальника особого отдела дивизии Ивана Вонифантьевича Крылова. Здесь за Яковом Овчаренко закрепилось прозвище Приблудный, ставшее впоследствии его литературным именем. Из воспоминаний Крылова:

…привели ко мне измождённого, худого хлопца. Некоторые ретивые работники отдела считали его вражеским лазутчиком и требовали расстрелять. Я поговорил с парнем по душам и понял, что никакой он не шпион… Тогда по дорогам ходило много сирот. Вспомнил свои приютские годы, и решил, что сделаю всё, но помогу парню стать на ноги. Приказал накормить, одеть хлопца. И стал Яшка Овчаренко у меня ездовым тачанки. За ним прилепилось прозвище «Приблудный», потому что приблудился, а Иваном он стал называть себя в честь меня.
Проявил на службе поэтический дар, и летом 1921 года Крылов направил его с рекомендательным письмом к своему другу, секретарю Краснопресненского райкома партии Москвы Григорию Беленькому. Начинающего поэта определили в интернат для одарённых детей. Яков сравнительно легко вошёл в литературную жизнь Москвы, публиковался в прессе под псевдонимом Приблудный, но ни с кем из литераторов особенно не сближался.
В октябре 1922 года без экзаменов, а только по прослушивании его стихов поступил в руководимый В. Я. Брюсовым Высший литературно-художественный институт (ВЛХИ). Вместе с ним учились Михаил Светлов, Яков Шведов, Артём Весёлый, Джек Алтаузен, Василий Наседкин. Лекции посещал те, какие ему захочется, экзамены не сдавал. Брюсов, назвавший его, по воспоминаниям современников, «поэтом милостью божьей», понимал, что писать он будет, и давал ему возможность получить знания доступным ему способом. Преподаватели относились к нему доброжелательно и бережно, а он отвечал им благодарностью, отметив почти всех шутливыми частушками. Весёлый, приветливый, общительный, он легко входил в контакт со всеми и оживлял любую компанию. Студенты много пели — звучали народные русские и украинские песни, частушки, революционные песни — и всегда выделялся баритон Приблудного. Он также пел на простые мотивы свои стихи, стихи Сергея Есенина и Александра Блока. Обладал несокрушимым здоровьем и незаурядной физической силой. У него не было пальто — весной, осенью и зимой он ходил в одном костюме без шарфа и перчаток, при этом руки у него всегда были тёплыми. Жил в студенческом общежитии, получал стипендию, изредка появлялся и литературный заработок. В 1923 году его стихи были впервые опубликованы в журнале «Красная нива» и сборнике «Рабочая весна».
Особенности характера Приблудного привели к тому, что его за «ряд прегрешений» 9 июля 1923 года на некоторое время исключили из ВЛХИ с условием восстановления, если он изменит свое поведение. Был занят своим творчеством, сохранился макет его подготовленной для издания рукописной книги «Гость из Украины. Стихи. 1923, январь — июль» (книга в свет не вышла). Хорошо знал поэзию Есенина. В августе 1923 года познакомился (через Наседкина), а затем и сблизился с Есениным, который интересовался его творчеством, упоминал в переписке с друзьями и оценил его так: «Замечательная стерва и талантливый поэт, очень хороший…». Известно о фотографии Есенина с его дарственной надписью:

Милому Приблудному

с нежностью великой

и непобедимой

С. Есенин.

апрель 1924.
Общался с Есениным в кафе «Стойло Пегаса». Дмитрий Семёновский вспоминал: «Появился в кафе и очень юный поэт Иван Приблудный, который, как оказалось потом, выполнял роль есенинского адъютанта». Приблудный постоянно сопровождал Есенина на разного рода встречах с друзьями-поэтами или в поездках за пределы Москвы. В июне — июле 1924 года, находясь в Ленинграде, несколько раз выезжал с Есениным и питерскими поэтами-имажинистами в Детское Село, где поэты читали стихи в санатории научных работников и в Ратной палате. На зафрахтованном Союзом писателей пароходе литераторы, в том числе Есенин и Приблудный, совершили однодневную прогулку по Балтийскому морю (до Петергофа). В вечернем выпуске «Красной звезды» от 13 июля 1924 года в заметке С. Томского «Литературное утро на пароходе» отмечено: «Успех с Есениным разделял другой пролетарский поэт — Приблудный — 18-летний мальчик, поразивший всех необычайной свежестью и мощью стихотворений, полных глубины, юмора и грусти…»
Отношения Есенина и Приблудного, некоторое ухудшение которых началось в апреле 1924 года, обострились в конце июля того же года, но дружеские контакты сохранялись. В 1925 году с Приблудным Есенин навещал перед свадьбой Софью Толстую, но в списке приглашённых на свадьбу гостей фамилии Приблудного не оказалось.
После смерти Брюсова и ликвидации в 1925 году ВЛХИ Приблудный был переведён в Ленинградский университет, но не окончил его и в 1926 году вернулся в Москву. За время пребывания в Ленинграде познакомился с поэтом Николаем Брауном и музыкантом Леонидом Утёсовым. С окончанием студенческой жизни возникла проблема с жильём — жил или только ночевал у друзей, приятелей по институту и у тех, кто охотно его принимал.
В 1926 году вышел в свет первый сборник стихов Приблудного — «Тополь на камне». Узловое стихотворение книги — «Город кирпичный, грозный, огромный…» — напечатано с посвящением: «Любимому учителю моему Сергею Есенину».
В 1926 году участвовал в вечере в честь Константина Вагинова, где, по словам М. М. Бахтина, во время выступлений были нападки на Вагинова со стороны Приблудного.
В 1931 году был издан второй (и последний прижизненный) сборник стихов Приблудного — «С добрым утром». Сотрудник журнала «На литературном посту» Лев Гладков в своей рецензии на сборник отметил:

На многих стихах Приблудного можно заметить несомненное влияние С. Есенина. Подобно ему, он любит разговаривать с вещами и животными с той аффектацией, слезливой сентиментальностью, которая была характерна для Есенина. Волна упадочничества не прошла мимо Приблудного. Факт появления книги Приблудного показывает, как мало ещё сделано пролетариатом на культурном фронте, если издательства ещё решаются печатать столь вредные и плохие стихи. …Приблудный с его беспартийным «Добрым утром». С ним нужно решительно бороться.
17 мая 1931 года Приблудный был арестован, по одной из версий, за содержание сборника «С добрым утром», по другой — за распространение эпиграммы на Ворошилова, содержался в Бутырской тюрьме около трёх месяцев (был исключён из Союза писателей), а затем на три года был сослан в Астрахань с последующей задержкой там ещё на один год.
В 1931 году на сборник стихов «С добрым утром» появилась ещё одна рецензия — в журнале «Смена», № 17. Авторы — Анатолий Андреевич Волков (1909—1981) и Нина Артёмьева Любович (1908—1991) — в статье под названием «Дайте Приблудному удобную квартиру!» обвинили поэта в «мелкой буржуазности». Статья сопровождена карикатурой Кукрыниксов, изображающей Приблудного в майке, с гитарой под мышкой, который тянет руку для рукопожатия к стоящим перед ним трём смехотворным фигуркам, в которых легко узнаются трое новокрестьянских поэтов: Пётр Орешин, Сергей Клычков и Николай Клюев.
Возвратившись из ссылки в Москву в 1935 году, Приблудный был вынужден жить у бывшей жены, поскольку собственного жилья у него не было. Затем поселился в комнате одной из полуподвальных квартир в доме на Малой Дмитровке (д. 16, кв. 29). Его стихи не печатали, на работу не принимали. Он обратился с письмом к секретарю ЦК ВКП(б) Лазарю Кагановичу, в котором пожаловался, что «не дают возможности реабилитировать себя в литературе». Обращение было перенаправлено в отдел культуры и пропаганды ленинизма ЦК и в правление Союза писателей. В тот период Приблудного поддержал только Николай Бухарин — главный редактор газеты «Известия» поместил в номере от 27 января 1936 года его стихотворение «Письмо в Донбасс». После этого стихи Приблудного публиковали и другие издания (журналы «Октябрь», «Мурзилка», «Колхозные ребята»). Он готовил рукопись новой книги. Пытался вступить в Союз писателей, но получил отказ.
Второй арест — 7 апреля 1937 года. По делу Приблудного (его обвинили за связь с Бухариным) в НКВД был вызван Евгений Пермяк, который дал на него показания. Приблудный был обвинён в участии в контрреволюционной террористической организации поэтов, подготовке терактов против руководителей большевистской партии и правительства СССР. По некоторым свидетельствам, находясь в тюрьме, Приблудный сочинял ёрнические стихи в адрес наркома НКВД Н. Ежова. Осужден 13 августа 1937 года Военной коллегией Верховного Суда СССР, приговорён к расстрелу. Казнён немедленно после вынесения приговора вместе с ещё 26-ю приговорёнными в тот день, в числе которых были литераторы Николай Зарудин, Борис Губер и Александр Воронский.
Реабилитирован посмертно 24 ноября 1956 года, в 1985 году посмертно принят в члены Союз писателей СССР.

### Семейная жизнь
Осенью 1923 года Приблудный выступал наряду с приглашёнными известными поэтами (Маяковский, Пастернак, Асеев, Безыменский, Александровский, Есенин) на торжественном вечере в ВЛХИ по случаю начала очередного учебного года. Там его впервые увидела только что поступившая в этот институт Наталья Петровна Зиновьева (1906—2000), которая впоследствии так описала свои первые впечатления от знакомства с Приблудным: «Небольшого роста, широкоплечий, мускулистый, свежее лицо подростка, тёплые карие глаза… Читал он стихотворение „О чернобровая Украйна“, и, кажется, стихи о дедке… Простые ясные стихи мне очень понравились. Читал он прекрасно, без свойственного многим поэтам „подвывания“, неназойливо подчеркивая ритм и музыкальность стиха и так же неназойливо расставляя смысловые интонации. Голос был достаточно сильный, с легкой хрипотцой».
Официальное оформление брака состоялось 14 августа 1929 года, но в 1930 году Наталья Петровна, ожидавшая рождения ребёнка, в одностороннем порядке оформила в ЗАГСе развод — для этого в те годы присутствие другой стороны было необязательным. По воспоминаниям Натальи Петровны, причиной такого решения было неумение Приблудного наладить семейный быт и обеспечить семью: «Я выкручивалась, заложила в ломбарде свои золотые часики, подарок бабушки в предвидении моего замужества (мне так и не удалось их выкупить), Иван занимал направо и налево. А когда получал деньги, покупал роскошные гостинцы, ненужные мелочи и… мы опять сидели на бобах». Однако нескладная совместная жизнь продолжалась — «Иван был приходящим мужем и приходящим отцом».

### Личность, восприятие современниками
Никогда я не забуду ночи,

Ваш прищур, цилиндр мой и диван.

И как в вас телячьи пучил очи

Всем знакомый Ванька и Иван.
Никогда над жизнью не грустите,

У неё корявых много лап,

И меня, пожалуйста, простите

За ночной приблудный пьяный храп.
Приблудный имел в литературных кругах своего времени репутацию честного, добродушного человека, шутника и весельчака, балагура. Он был постоянным участником пьяных загулов Есенина, что нашло отражение в некоторых есенинских стихотворениях, в частности в строках: «Никогда я не забуду ночи…», обращённых к Софье Толстой и вписанных в её альбом.
Как отмечала позже Наталья Милонова, Приблудный вполне разделял с Есениным «славу скандалиста», хотя зачинщиком большинства драк и скандалов, по её мнению, был именно Есенин, а Ивану приходилось выступать в роли его защитника.
Возможно, что Иван Приблудный послужил Михаилу Булгакову прототипом (или одним из прототипов) для создания образа Ивана Бездомного. В частности, в пользу этой версии свидетельствуют некоторые совпадения между реальными фактами из биографии Приблудного и описанными в булгаковском романе деталями похождений Бездомного (потасовка в ресторане).
В записных книжках Ильи Ильфа имеется следующая запись: «По улице бежит Иван Приблудный. В зубах у него шницель. Ночь».

## Поэтическое творчество
По мнению некоторых исследователей, Приблудного можно — в поэтическом смысле — смело считать учеником Есенина и в этом отношении примыкавшим к школе новокрестьянских поэтов. Так, отмечается влияние есенинских рифм и мотивов (антиурбанистика, разочарованность в людях, поэтизация природы и т. д.) на поэзию Приблудного.
С другой стороны, те же исследователи констатируют, что поэтика Приблудного вместе с тем отлична от поэтики Есенина отсутствием романтизации и мифологизации природно-национального; конфликт между природно-национальным и социальным в поэзии Приблудного описывается в более упрощённой форме, нежели у Есенина, и посредством более реалистичного поэтического языка. Кроме того, называется и такое отличие поэзии Приблудного от новокрестьянских поэтов старшего поколения, как не свойственный последним оптимизм, при этом отмечается, что «стих Приблудного более энергичен и мажорен, что соответствует и более жизнерадостному мироощущению самого поэта».
Некоторые стихотворения Приблудного (как, например, Прощай, подруженька, ты девочка гулящая…) получили хождение в виде песен. Так, Приблудному приписывается сочинение одного из «канонических» вариантов знаменитой песни «Мурка».
После возвращения поэта из астраханской ссылки его стихотворения отвечают, преимущественно, социально-политическому заказу.

## Память
В 1989 году в городе Новоайдар открыт памятник И. Приблудному (скульпторы — Щербаков Н. Н., Смирнов А. Г.).
Также памятник и мемориальная доска установлены на родине поэта — в селе Безгиново.
Воспоминания Натальи Милоновой о Приблудном были в начале 1990-х переданы луганскому литератору А. П. Мальцеву с условием опубликовать только после её смерти. Сокращенный вариант был опубликован в 2007 в местном литературном альманахе «Крылья», полный текст издан книгой в 2020 году в Луганске.

### Издания стихов И. Приблудного
- Иван Приблудный. Тополь на камне: стихи (1923—1925). — Никитинские субботники. — 1926. — 62 с.
- Иван Приблудный. С добрым утром. — Федерация, 1931. — 81 с.
- Иван Приблудный. У родных верб: стихи. — Донбасс, 1985. — 93 с.
- Иван Приблудный. Стихотворения. — Советская Россия, 1986. — 176 с. — 20 000 экз.
- Иван Приблудный. Всё написанное. — Сост. А. Колобродов, О. Демидов; Предислов. З. Прилепин. — М.: Русский Гулливер, 2022. — 308 с.; ил.; фото; 300 экз. — (КПД)